# Conrad Black
Conrad Moffat Black (ur. 25 sierpnia 1944 w Montrealu) – kanadyjski finansista i wydawca prasowy.

## Życiorys
Dorastał w Toronto, studiował historię i nauki polityczne na Uniwersytecie Carleton, gdzie w 1965 uzyskał dyplom, w 1970 ukończył studia prawnicze na Uniwersytecie Laval, a w 1973 studia historyczne na Uniwersytecie McGilla. Jako pracę dyplomową z historii napisał biografię byłego premiera Quebecu Maurice'a Duplessisa opublikowaną w 1977. Od 1967 pracował w przemyśle wydawniczym jako udziałowiec w dwóch małych tygodnikach, w 1971 był współzałożycielem Sterling Newspapers Group, w 1972 posiadał 21 lokalnych gazet w Kanadzie. W 1978 przejął Argus Corp., później został właścicielem właściciel grup wydawniczych Hollinger International Inc. i UniMédia Inc. Jest wydawcą ponad 200 gazet i czasopism, głównie lokalnych - w Australii, Izraelu, Kanadzie, USA i W. Brytanii. W 1985 kupił agencję Telegraph Group, wydającą londyńskie "The Daily Telegraph" i "The Sunday Telegraph". Poza tym wydaje m.in. "Le Soleil" (Quebec), "Le Droit" (Ottawa), "Jerusalem Post" (nabyty w 1989, Jerozolima), "Chicago Sun–Times" (nabyty w 1996) i "Sydney Morning Herald". W 1990 został odznaczony Orderem Kanady. W 1992 wszedł w skład Privy Council of Canada. W listopadzie i grudniu 2005 prokuratorzy federalni z USA postawili mu kilka zarzutów oszustwa, wymuszeń i utrudniania postępowania sądowego (jego długoletni współpracownik Radler został uznany winnym oszustwa we wrześniu 2005). W 2007 uznano go winnym oszustw i utrudniania postępowania i skazany na 6,5 roku więzienia i 125000 dolarów grzywny. Jego obrońcy przedstawiali go jako błyskotliwego menadżera gazet, który został niesłusznie oskarżony, a krytycy powiedzieli, że zorganizował transakcje i oszukał udziałowców wyłącznie dla własnej korzyści. W 2010 po złożeniu odwołania został zwolniony za kaucją, w tym samym roku dwa z jego wyroków zostały unieważnione. W 2011 wyrok skrócono mu do 3,5 roku i Black we wrześniu 2011 wrócił do więzienia, skąd zwolniono go w maju 2012. Opublikował kilka biografii, m.in. Richard M. Nixon: A Life in Full (2007) i autobiografię, A Life in Progress (1993). Często publikował komentarze na temat biznesu i polityki i był felietonistą Globe and Mail: Report on Business w Toronto.